# Przewodzenie ortodromowe
Przewodzenie ortodromowe – sposób przekazywania bodźca w komórce nerwowej (neuronie) polegający na przekazie od ciała komórki (perykarionu) do synaps. Przeciwieństwem jest drugi sposób - przewodzenie antydromowe polegające na transporcie z synaps do ciała komórki (perykarionu).

Przeczytaj ostrzeżenie dotyczące informacji medycznych i pokrewnych zamieszczonych w Wikipedii.